# 체리나무 할아버지
체리나무 할아버지는 안젤라 나네티가 쓴 고학년 추천 이탈리아 소설이다.

## 줄거리
이 이야기에서 7살 주인공인 "나"는 할아버지와 할머니가 네 분이나 계신다. 그 중에서 외할머니와 외할아버지는 시골에 사셔서 거위나 닭 등을 키우는데, 거위들 중에서도 "알퐁지나"라고 불리는 거위는 매우 똑똑하여 사람의 말을 잘 알아듣는 거위였고 펠리스라는 체리나무도 키우고 있었다. 어느 날 외할머니가 돌아가신 후, 가족들 간에 갈등도 있고 외할아버지가 시청의 제안 때문에 병으로 눕게 되어 돌아가시고 한편 시청은 외증조부모의 집을 부수고 도로를 세우려고 한다.

#### 이야기의 결말
주인공인 "나"와 그의 부모님은 체리나무와 집을 지키고 그 집에서 살게 된다.

## 수상
- 안데르센 동화 작가상 수상
- 고학년 추천 도서 선정

## 같이 보기
- 벚나무
- 체리